# The Shiru Group
The Shiru Group foi a banda israelita que representou Israel no Festival Eurovisão da Canção 1993. Interpretaram o tema "Shiru, juntamente com Sarah'le Sharon. Terminaram em 24,º lugar, tendo recebido apenas 4 pontos.
A banda era constituída por Benny Nadler, Guy Bracha, Julia Proiter e Rachel Haim.